# Bunbury (Cheshire)
Bunbury – wieś w Anglii, w hrabstwie ceremonialnym Cheshire, w dystrykcie (unitary authority) Cheshire East. Leży 19 km na południowy wschód od miasta Chester i 248 km na północny zachód od Londynu. W 2001 miejscowość liczyła 1308 mieszkańców.